# Міжамериканський суд з прав людини
Міжамериканський суд з прав людини (англ. Inter-American Court of Human Rights, ісп. Corte Interamericana de Derechos Humanos) — один із двох органів (разом з Міжамериканською комісією з прав людини), які становлять механізм контролю за виконанням зобов'язань держав — учасниць Американської конвенції з прав людини 1969 (Пакт Сан-Хосе 1969), яка набула чинності 1978 р. Функції зазначених органів переважно запозичені із Європейської конвенції про захист прав людини і основоположних свобод.
Суд діє від 1979 р. Офіційні мови суду — (ісп.) та (англ.). Місцеперебування — м. Сан-Хосе (Коста-Рика).
Міжамериканський суд з прав людини розглядає спори, які пройшли аналогічну процедуру в Міжамериканській комісії з прав людини. Перше рішення Міжамериканський суд прийняв у 1988 році, а загалом до середини 90-х років він прийняв менше ніж десять рішень.
Міжамериканський суд з прав людини (разом зі згаданою комісією) діє в рамках Організації американських держав.

## Повноваженнясуду
Право звернення до суду мають держави — сторони спору і Комісія. До цієї установи можуть також звертатися зі скаргою будь-які фізичні особи, групи осіб або недержавні організації. При цьому обов'язковим є визнання державами — учасницями Американської Конвенції 1969 р. юрисдикції суду (щодо них) по тлумаченню і застосуванню положень Конвенції при виявленні в державах — учасницях Конвенції порушень прав і свобод людини, які підпадають під її захист.
Суд приймає рішення про:
1. виправлення ситуації,
2. відновлення порушених прав і свобод
3. виплату компенсації.

Має право на прохання держав — членів ОАД консультувати їх з питань тлумачення Конвенції 1969 р. та інших договорів з прав людини в американських державах. Консультації надаються також органам ОАД. Суд звітує про свою роботу щорічно на сесії Генеральній асамблеї ОАД. У доповіді окремо повинні наводитися випадки, коли та чи інша держава не виконала рішення Міжамериканського суду з прав людини.

## Склад суду
Суд складається з семи суддів — громадян країн Організації американських держав (ОАД). Держави — члени ОАД (крім Антигуа і Барбуди, Багамських Островів, Белізу, Гаяни, Канади, Перу, Сент-Вінсент і Гренадин, Сент-Кіттс і Невісу, Сент-Люсії та США) визнають юрисдикцію суду. Судді діють самостійно, а не як представники своїх держав. У складі суду не може бути двох громадян однієї і тієї ж держави. Строк повноважень — шість років. Судді обирають зі свого складу президента і віце-президента суду.
| Name                     | State                    | Position       | Term      |
| ------------------------ | ------------------------ | -------------- | --------- |
| Diego García Sayán       | Перу                     | Президент      | 2010-2015 |
| Leonardo A. Franco       | Аргентина                | Віце-президент | 2007-2013 |
| Manuel E. Ventura Robles | Коста-Рика               | Суддя          | 2010-2015 |
| Margarette May Macaulay  | Ямайка                   | Суддя          | 2007-2013 |
| Rhadys Abreu-Blondet     | Домініканська Республіка | Суддя          | 2007-2013 |
| Alberto Pérez Pérez      | Уругвай                  | Суддя          | 2010-2016 |
| Eduardo Vio Grossi       | Чилі                     | Суддя          | 2010-2016 |

## Результати діяльності
Міжамериканський суд наразі не здійснив значного впливу на формування регіональних стандартів прав людини. За 40 років свого існування розглянув трохи більше десяти справ. Проте протягом останнього десятиліття ситуація потроху змінюється.
Відповідна комісія вживає заходів до досягнення дружнього врегулювання, а якщо цього не вдається досягти, — вона ухвалює висновок у справі. Ці висновки мають велику моральну вагу і, як правило, враховуються державами, обвинувачуваними в порушеннях прав людини.
Діяльність цих органів на практиці виявилася неефективною, що пояснюється, головним чином, певною нестабільністю та характером політичних режимів в ряді держав цього регіону.